# Dodge and Burn
Dodge and Burn es el tercer álbum de estudio de la banda estadounidense de rock alternativo The Dead Weather. Su lanzamiento mundial está programado para el 25 de septiembre de 2015, a través Third Man Records.

## Antecedentes y lanzamiento
En octubre de 2013, Third Man Records anunció el próximo lanzamiento de una edición limitada de un disco de vinilo de 7" pulgadas que contenía dos nuevas canciones grabadas por The Dead Weather. "Open Up (That's Enough)" y su B-side "Rough Detective" fueron lanzadas exclusivamente en este formato a través del servicio de suscripción del sello, The Vault. Estas dos canciones fueron el primer par en ser lanzadas solo en formato físico de vinilo a través de The Vault. "Buzzkill(er)" y "It's Just Too Bad" fueron lanzadas de la misma manera el 4 de noviembre de 2014. Estas 4 canciones y otras 8 van a conformar el tercer álbum de estudio de la banda. Las canciones fueron grabadas aproximadamente desde julio de 2014 a julio de 2015 cuando los miembros de la banda tuvieron la inspiración o el tiempo disponible para grabar. El 18 de septiembre de 2015, la estación de radio mexicana Reactor 105.7 transmitió en exclusiva el álbum completo, junto a una entrevista realizada a Alison Mosshart.

## Lista de canciones
| N.º | Título                              | Escritor(es)           | Duración |  |
| 1.  | «I Feel Love (Every Million Miles)» | —                      | 3:16     |  |
| 2.  | «Buzzkill(er)»                      | Mosshart/Fertita       | 3:08     |  |
| 3.  | «Let Me Through»                    | —                      | 4:17     |  |
| 4.  | «Three Dollar Hat»                  | —                      | 3:23     |  |
| 5.  | «Lose The Right»                    | —                      | 3:18     |  |
| 6.  | «Rough Detective»                   | White/Mosshart/Fertita | 3:03     |  |
| 7.  | «Open Up (That's Enough)»           | White/Mosshart         | 3:50     |  |
| 8.  | «Be Still»                          | —                      | 2:48     |  |
| 9.  | «Mile Markers»                      | —                      | 3:46     |  |
| 10. | «Cop and Go»                        | —                      | 4:07     |  |
| 11. | «It's Just Too Bad»                 | Mosshart/Fertita       | 3:47     |  |
| 12. | «Impossible Winner»                 | —                      | 4:00     |  |

## Personal
- Alison Mosshart - Voz, guitarra rítmica, sintetizador
- Jack White - Voz, batería, guitarra
- Dean Fertita - Guitarra, órgano, piano, sintetizador
- Jack Lawrence - Bajo, batería